# Tommy Hamill
Thomas J. Hamill, detto Tommy (10 luglio 1933 – 28 marzo 1996), è stato un calciatore nordirlandese, di ruolo centrocampista.

## Carriera
Giocò una partita con la Nazionale B dell'Irlanda del Nord nel 1957 e 14  partite con la Selezione delle a Irish League.

## Palmarès

### Club

#### Competizioni nazionali
- Campionato nordirlandese: 7

Linfield: 1953-1954, 1954-1955, 1955-1956, 1958-1959, 1959-1960, 1960-1961, 1961-1962
- Irish Cup: 4

Linfield: 1949-1950, 1952-1953, 1959-1960, 1961-1962
- County Antrim Shield: 6

Linfield: 1952-1953, 1954-1955, 1957-1958, 1958-1959, 1960-1961, 1961-1962
- City Cup: 5

Linfield: 1949-1950, 1951-1952, 1957-1958, 1958-1959, 1961-1962
- Gold Cup (Irlanda del Nord): 6

Linfield: 1949-1950, 1950-1951, 1955-1956, 1957-1958, 1959-1960, 1961-1962
- Ulster Cup: 4

Linfield: 1955-1956, 1956-1957, 1959-1960, 1961-1962
- North-South Cup: 1

Linfield: 1961-1962